# Montlauzun
Montlauzun é uma comuna francesa na região administrativa de Occitânia, no departamento de Lot. Estende-se por uma área de 6,48 km². Em 2010 a comuna tinha 128 habitantes (densidade: 19,8 hab./km²).